# Paco Plaza
Paco Plaza (* 1973, Valencie, Španělsko) je španělský filmový režisér, který se nejvíce proslul svojí režií filmových hitů REC a REC 2, společně s režisérem Jaumem Balagueró. Režíroval také třetí film v sérii s názvem REC³ Génesis, zatímco spolutvůrce série Jaume Balagueró režíroval jiné pokračování REC Apocalypse.